# Среднородопска овца
Среднородопска овца е българска порода овце с предназначение добив на вълна мляко и месо.

## Разпространение
Породата е разпространена в стопанства в селища, намиращи се във високопланинската част на Среднородопския масив. Създадена е при народна селекция.
Към 2008 г. броят на представителите на породата е бил 8229 индивида.
Рисков статус – рядко разпространена.

## Описание
Овцете са дребни приземни с добре развит гръден кош. Главата е средно голяма със слабо изпъкнала профилна линия. Ушите са средно големи и хоризонтално насочени. Мъжките притежават добре развити рога. Краката са тънки и здрани, а копитата твърди.
Руното е отворено с нееднородна груба вълна. При около 55 – 60% от овцете е пигментирана.
Овцете са с тегло 25 – 35 kg, а кочовете 35 – 40 kg. Средният настриг на вълна е 1,5 – 2 kg при овцете и 2,5 – 3 kg при кочовете. Раждат по едно, изключително рядко по две агнета. Средната млечност за доен период е 35 – 40 l.